# Inflační spirála
Inflační spirála (téže mzdově cenová spirála) je proces vzájemného doplňování růstu mzdových nákladů a monetární akomodace.
Rostoucí míra inflace vyvolává tlak na růst mezd (zaměstnanci společně s odbory se snaží vyjednat vyšší mzdy, aby kompenzovali rostoucí ceny). Růst mezd následně vyvolá další růst inflace (zvýšení mezd znamená pro podniky růst nákladů, a proto zvyšují ceny).
V makroekonomii představuje inflační spirála neboli cenově-mzdová spirála začarovaný kruhový proces, ve kterém zvyšování mezd způsobuje zvyšování cen, což způsobuje zvyšování mezd. Nelze však odpovědět, zda prvním impulzem bylo zvyšování mezd nebo zvyšování cen. Příčinou může být buď vysoká agregátní poptávka spojená s téměř plnou zaměstnaností, nebo náhlé a významné změny v dodávkách neboli šoky, jako je například zvyšování cen ropy.

## Princip spuštění inflační spirály
Existují dva oddělené prvky této spirály, které koexistují a vzájemně se ovlivňují:
- Majitelé podniků zvyšují ceny, aby ochránili ziskové marže před rostoucími náklady, včetně nominálních mzdových nákladů, a zabránili tak poklesu skutečné hodnoty ziskových marží.
- Mzdoví pracovníci se snaží tlačit své nominální mzdy po zdanění nahoru, aby dohnali rostoucí ceny a zabránili poklesu reálných mezd. Pro zachování kupní síly rovnající se rostoucím nákladům, které odrážejí index spotřebitelských cen (CPI), neboli spotřebitelský koš, se musí zdanitelný plat zvýšit rychleji než samotný CPI. A to proto, aby vedl ke zvýšení mezd po zdanění srovnatelnému se zvýšenými náklady na zboží a služby.

Dochází k situaci, kdy „mzdy dohánějí ceny a ceny dohánějí mzdy“. Tento stav přetrvává i při (mírné) recesi. Tato mzdově-cenová spirála interaguje s inflačními očekáváními a vytváří se tak dlouhodobý inflační proces. Někteří tvrdí, že k zastavení spirály je zapotřebí změny/upravení politiky příjmů nebo závažné recese.
První prvek spirály (zvyšování mezd nebo zvyšování cen) se neaplikuje, pokud jsou trhy relativně konkurenceschopné.
K oslabení spirály může docházet, pokud produktivita práce roste rychlým tempem. Rostoucí produktivita práce (neboli hodnota množství, které zaměstnanec produkuje v daném čase), kompenzuje zaměstnavatelům vyšší mzdové náklady a zároveň umožňuje zaměstnancům dostávat rostoucí reálné mzdy, ale marže společnosti zůstává stejná.

## Důsledky inflace
Od inflační spirály se odvíjí inflační očekávání ekonomických subjektů (zaměstnavatelé a zaměstnanci). Vzniká také souvislost s rozdělením inflace a způsoby jejího měření. Inflace má vliv na řadu ukazatelů, proto rozlišujeme hodnoty nominální a reálné a každá z nich ovlivňuje zaměstnance i zaměstnavatele jiným způsobem.
Nominální hodnota (jmenovitá hodnota) je peněžní hodnota vyjádřená v určité měně, přiřazená určité složce majetku. Často bývá na ceninách, cenných papírech, penězích uvedena. Nominální hodnota se může lišit od tržní hodnoty určitého majetku. Je tomu tak například u akcií, jejichž hodnota bývá určena podle vzorce nominální hodnota=základní kapitál, ale její skutečná hodnota je nestálá a mění se podle míry poptávky na samotnou akcii.
Reálná hodnota je ocenění, které reflektuje současnou tržní situaci. Je to skutečná hodnota vzhledem ke kupní síle peněz. Je to hodnota ukazatele vyjádřeného v peněžních jednotkách snížená o míru inflace. Nominální hrubý domácí produkt bude produktem v obvyklých cenách, zatímco reálný hrubý domácí produkt bude udáván ve neměnných cenách, jako kdyby nebyla inflace. Reálný růst bude počítán jako kdyby se ceny nezměnily. Reálný růst mezd tedy znamená, o kolik více služeb a zboží si lidé za mzdy ve sledovaném období mohou skutečně dovolit oproti období předchozímu.

## Protiinflační politika
Proti inflační spirále se dá bojovat protiinflační politikou, která je poptávkově orientovaná. Protiinflační politika spočívá v omezení růstu agregátní poptávky restriktivní měnovou politikou a dále také snižováním inflačních očekávání šokovou terapií, gradualistickým přístupem či dalšími metodami. Účinná také může být nákladově orientovaná důchodová politika. Důchodová politika může mít různé formy:
- zmrazení mezd na základě zákonného opatření vlády, kdy jsou zakázány jakékoli mzdové úpravy
- limity růstu mezd
- dobrovolná omezení růstu mezd jako výsledek vyjednávání zaměstnavatelů a pracovníků pod vlivem vládních doporučení

Předností důchodové politiky je snížení inflace bez růstu nezaměstnanosti a poklesu produktu.
Za rozumnou variantu boje proti inflační spirále se také považuje regulace mezd a cen.
Opakem inflační spirály je deflační spirála, která bývá zapříčiněna poklesem cen v ekonomice. To znamená, že v budoucnu se bude snižovat cena statků a služeb a totožné zboží bude možné koupit za nižší cenu. Spotřebitelé odkládají své nákupy a dochází k poklesu poptávky. Ekonomika se dostává do recese a dochází k zacyklení – úpadku do deflační spirály.